# Луебо
Луебо (фр. Luebo) је град у централном делу Демократске Републике Конго и административни је центар провинције Касаи.
Према попису становништва 2010. године у Луебу живи 29.167 становника.
Град има истоимени аеродром. 